# Kodagu (dystrykt)

Lokalizacja Kodagu

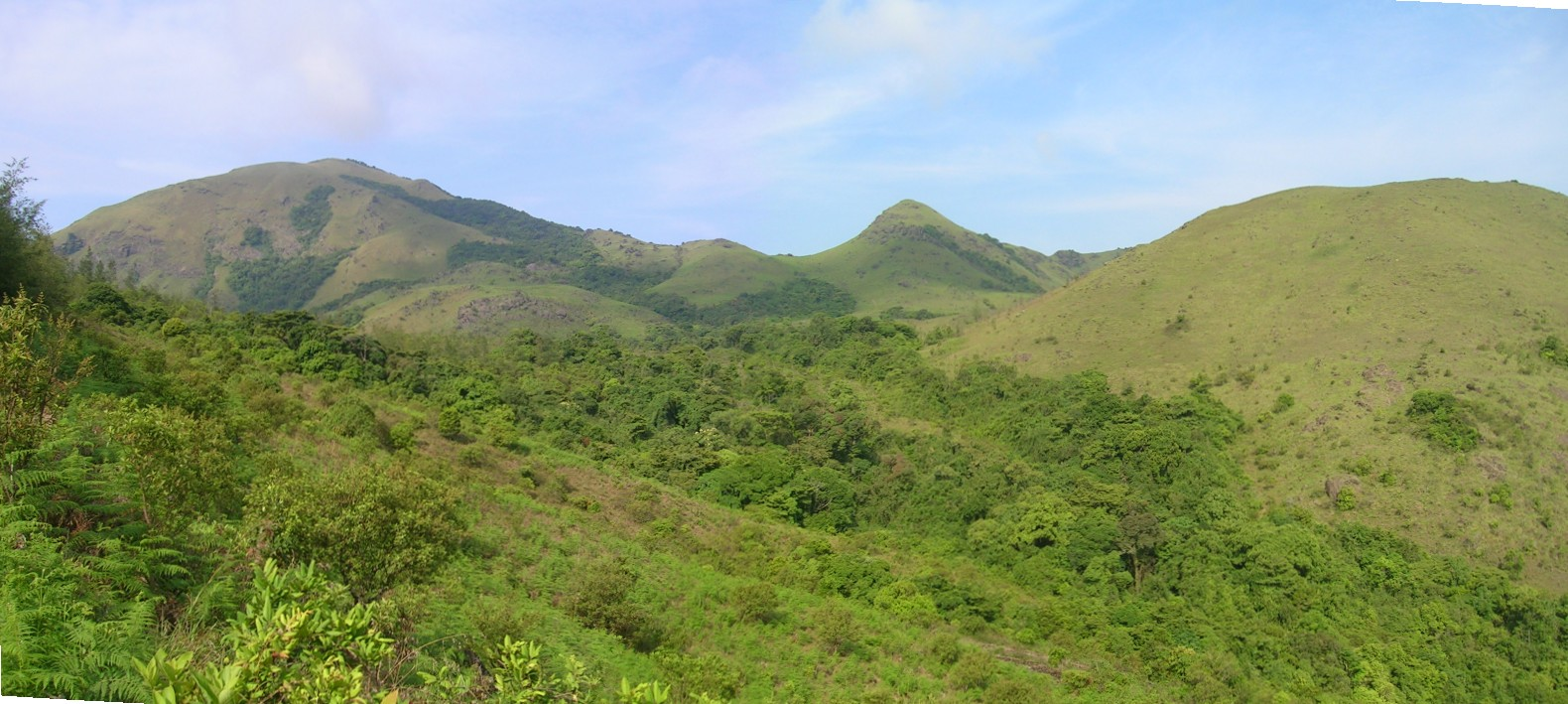
Panorama Tadiandamol

Kodagu (kan. ಕೊಡಗು; ang. Coorg) – dystrykt w południowo-indyjskim stanie Karnataka. Stolicą dystryktu jest miasto Madikeri.

## Geografia
Kodagu ma charakter górzysty, jest położone na wschodnich zboczach Ghatów Zachodnich. Najwyższym wzniesieniem jest Tadiandamol. Najważniejszą rzeką przepływającą przez Kodagu jest Kaveri.

## Gospodarka
Ważną rolę odgrywa rolnictwo. W dolinach uprawia się ryż, natomiast na zboczach kawę, zwłaszcza odmianę Coffea robusta, na mniejszą skalę Coffea arabica. Inne produkty rolne obejmują czarny pieprz, kardamon, wanilię, a także miód leśny i kakao. Kodagu jest dystryktem dość mocno zalesionym. Poza tym ważną gospodarczo rolę odgrywają plantacje tekowca.